# Kirche Sommersdorf (Landkreis Mecklenburgische Seenplatte)

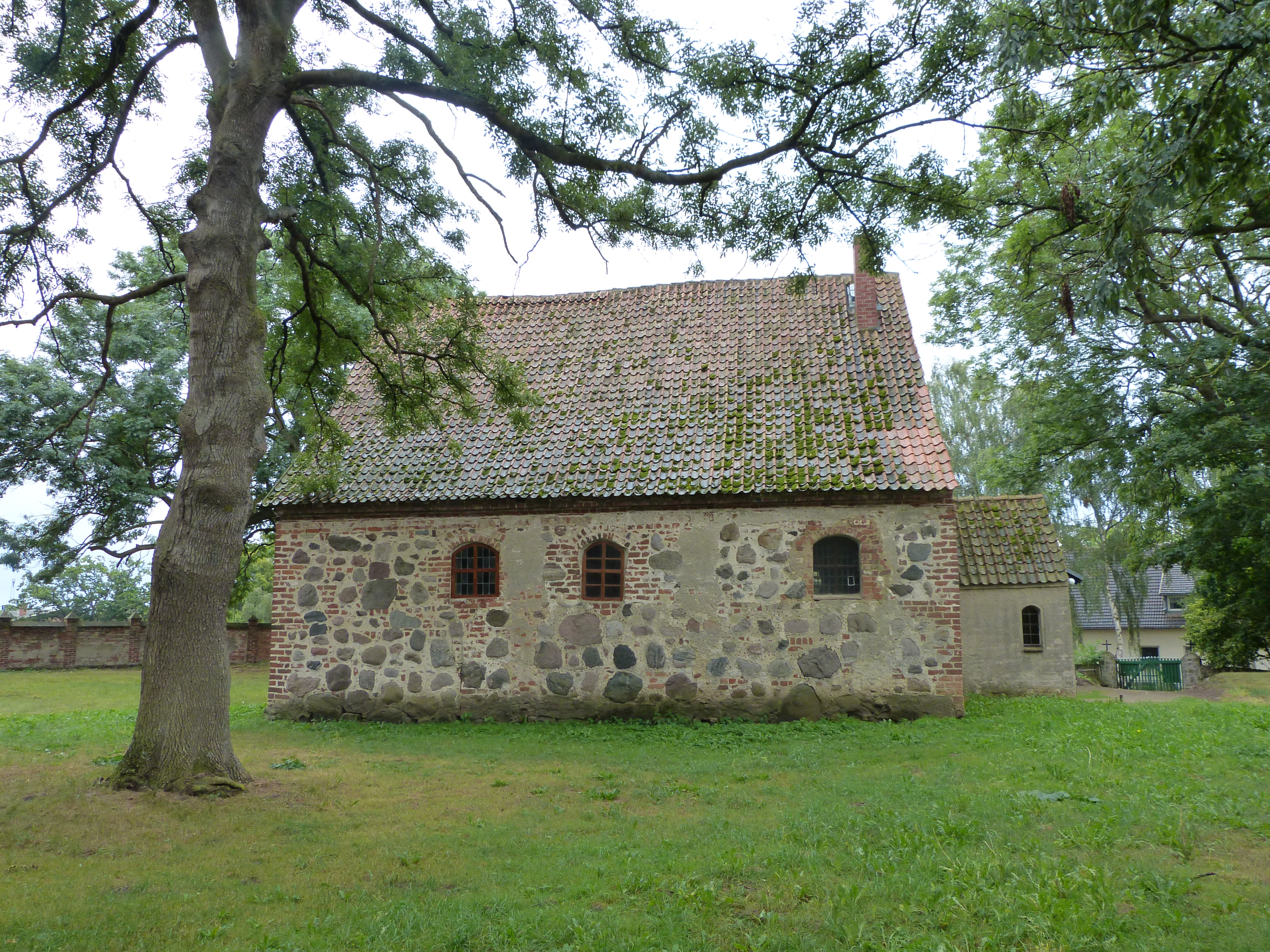
Kirche Sommersdorf

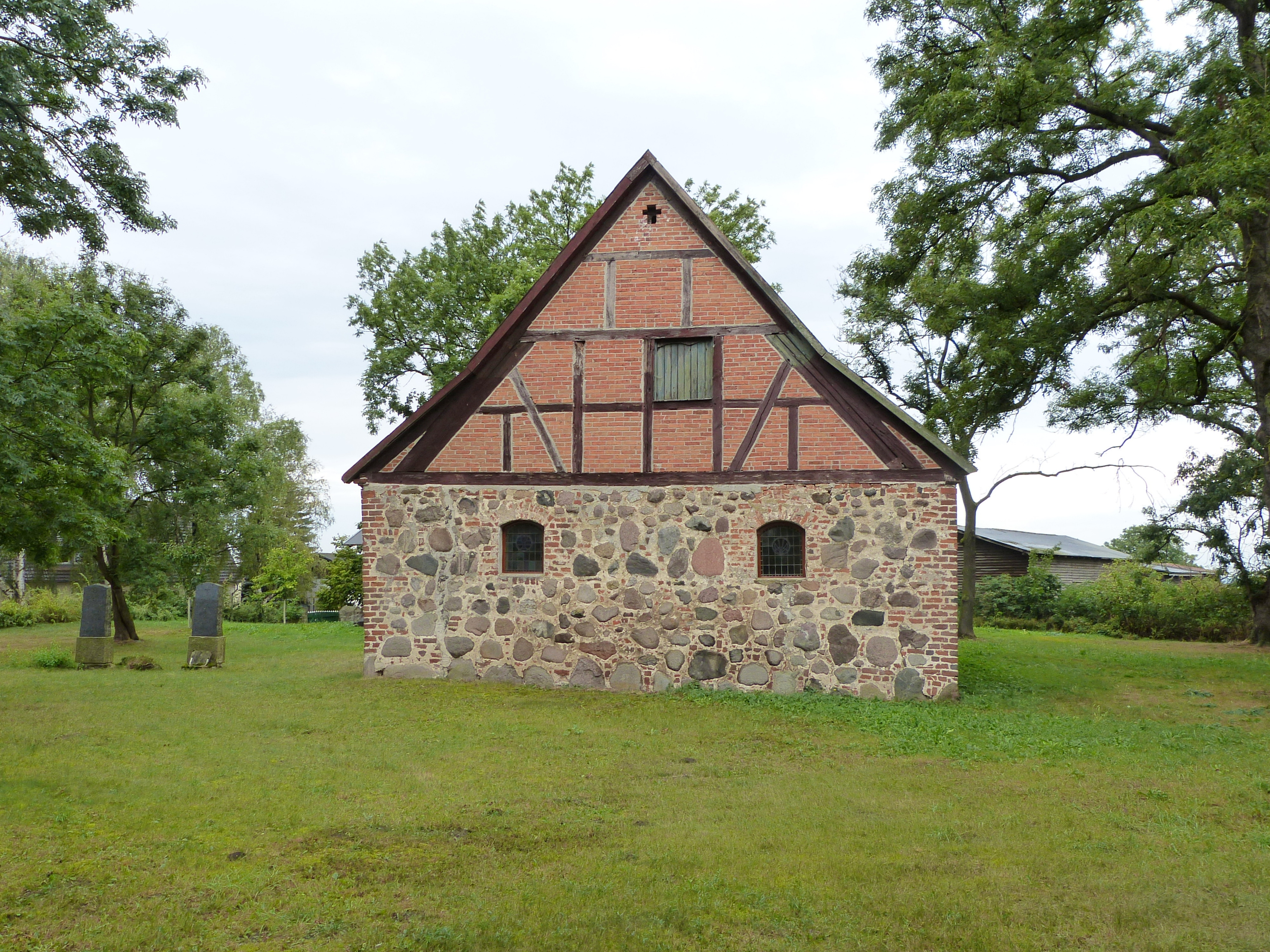
Ostgiebel

Die Kirche Sommersdorf ist ein Kirchengebäude in der Gemeinde Sommersdorf im Landkreis Mecklenburgische Seenplatte. Sie gehört zur Kirchengemeinde Kummerow in der Propstei Demmin des Pommerschen Evangelischen Kirchenkreises.
Die Kirche ist im 17. Jahrhundert, wahrscheinlich anstelle eines früheren Gebäudes, aus Feldstein gemischt mit Backstein und einem östlichen Fachwerkgiebel auf annähernd quadratischem Grundriss errichtet worden. Der westliche Giebel wurde um 1900 erneuert. Die Kirche hat in den Langseiten je drei, in der Ostwand zwei relativ kleine segmentbogige Fenster.
Die Kanzel aus Eichenholz mit reichem Schnitzdekor im Stil der Renaissance wird um 1600 datiert. Der spätmittelalterliche Altaraufsatz enthält in den Seitenflügeln die Darstellungen der zwölf Apostel. Im Mittelschrein wird Maria mit dem Kind beiderseits flankiert von je zwei übereinander angeordneten Heiligen dargestellt.
Das Geläut befindet sich in einem freistehenden hölzernen Glockenstuhl auf dem Kirchhof. Die Glocke wurde 1840 bei F. Schünemann in Demmin gegossen.